# Oba: The Last Samurai
Kì tích Thái Bình Dương - Câu chuyện về người mang biệt hiệu "con Cáo" (tiếng Nhật: 太平洋の奇跡 – フォックスと呼ばれた男 Taiheiyō no kiseki: Fokkusu to yobareta otoko? |tiếng Anh: Oba the Last samurai) là một bộ phim hành động - chiến tranh - tâm lý năm 2011 của Nhật Bản, đạo diễn là Hideyuki Hirayama. Phim có sự tham gia của Yutaka Takenouchi, Sean McGowan, Toshiaki Karasawa và Mao Inoue.
Oba: The Last Samurai kể về cuộc sống của những người lính Nhật trong trận Saipan thuộc Mặt trận Thái Bình Dương trong Thế chiến thứ hai, họ phải chịu đựng thương vong và bệnh tật suốt khoảng thời gian đó.

## Nội dung
Năm 1944, trên hòn đảo Saipan, quân Nhật tổ chức những cuộc tấn công cảm tử nhưng gặp phải hỏa lực hùng mạnh của quân Mỹ, hơn 4000 lính Nhật đã tử trận. Đại úy Sakae Oba dẫn binh lính cùng với nhiều dân thường rút lui vào trong rừng sâu. Họ ẩn náu trong rừng, cương quyết không chịu đầu hàng quân đội Mỹ.
Đội quân của Oba vẫn kháng cự quyết liệt những lần lực lượng Mỹ tiến vào rừng. Binh lính Nhật và dân thường càng lúc càng bị bệnh nặng. Đội của Đại úy Oba lẻn vào căn cứ quân Mỹ để ăn trộm thuốc men, sau đó bị phát hiện. Vài lính Nhật bị bắn chết, nhưng Oba rút về rừng kịp thời.
Sau khi nghe tin Hiroshima và Nagasaki bị ném bom nguyên tử, cũng như nghe tin Nhật Bản đầu hàng Đồng minh, Đại úy Oba đã suy nghĩ lại. Tháng 12 năm 1945, đội quân của Oba đi ra khỏi khu rừng, chấp nhận đầu hàng quân đội Mỹ, kết thúc 512 ngày kháng cự.

## Diễn viên
- Yutaka Takenouchi trong vai Đại úy Sakae Oba
- Sean McGowan trong vai Đại úy Lewis
- Mao Inoue trong vai Chieko Aono
- Daniel Baldwin trong vai Đại tá Pollard
- Treat Williams trong vai Đại tá Wessinger
- Toshiaki Karasawa trong vai Horiuchi
- Yoshinori Okada trong vai Lính Nhật
- Ippei Sasaki trong vai Lính Nhật
- Takayuki Yamada trong vai Lính Nhật
- James Judd trong vai Trung úy Lang
- Harlan Glenn trong vai Trung sĩ Munroe
- Matthew R. Anderson trong vai Grabbias